# ووکوشیتسا
ووکوشیتسا (به صربی: Vukušica) یک منطقهٔ مسکونی در صربستان است که در ورنگاچکا بانگا واقع شده است. ووکوشیتسا ۵٫۴۴ کیلومتر مربع مساحت و ۲۲۶ نفر جمعیت دارد و ۲۸۳ متر بالاتر از سطح دریا واقع شده است.